# K-meleon
K-meleon är en fri webbläsare för Windows. Den använder sig av mozillaprojektets renderingsmotor Gecko, men använder sig av Windows inbyggda API för att skapa användargränssnittet, enligt liknande principer som Epiphany och Galeon i Gnome, och Camino i Mac OS. Detta gör också K-meleon till en mindre resurskrävande och mer responsiv webbläsare.